# ウィリアム・アレン・マクレー

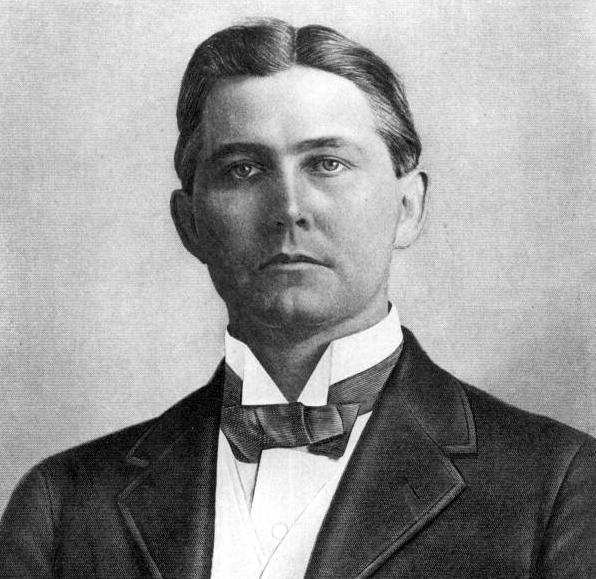
ウィリアム・アレン・マクレー

ウィリアム・アレン・マクレー（William Allen McRae、1870年7月22日 - 1943年7月21日）は、アメリカ合衆国の政治家。

## 経歴
マクレーは1870年、フロリダ州ワクラ郡ソップチョッピーで生まれた。父ウィリアムはノースカロライナ州の出身で、幼少時にフロリダ州のウォルトン郡に移住、後にワクラ郡に移って農場を経営していた。政治にも関心があり、マクレー誕生後に2年、州議会で務めている。また母レベッカはサウスカロライナ州チャールストンの出身である。
7歳のとき、ウォルトン郡の親戚の家に住むことになったが、満足な教育を受ける機会は与えられなかった。16歳のとき製材の仕事を始め、以降はさまざまな職に就きながら、自活して教育を受けた。エスカンビアベイ橋の監視の仕事をしていたこともある。
成年後は教師となり、1891年にはホームズ郡で、1893年にはウォルトン郡で、1894年にはジャクソン郡で教鞭を執った。1900年にはジャクソン郡の公教育を監督する学区長に選ばれ、1901年から1905年まで務めた。
1912年からフロリダ州農務長官を務めた。知事交代のたびに交代があり得る職責であったが、マクレーは1923年まで農務長官を務めた。1921年、ケーリー・A・ハーディー知事の下でも農務長官を務めたが、1923年辞職し、ネイサン・マヨに交代した。
1943年7月21日死去。